# Renaison
Pour les articles homonymes, voir Renaison (homonymie).
Renaison est une commune française située dans le département de la Loire en région Auvergne-Rhône-Alpes.

## Géographie

Vue du rond-point à proximité de la poste.

Renaison se situe au nord-ouest du département de la Loire, à 10 kilomètres à l'ouest de Roanne sur le canton de Renaison dont elle est le bureau centralisateur depuis fin mars 2015. La commune s'étend sur les premiers contreforts des monts de la Madeleine, au sein de la Côte Roannaise. Elle possède deux barrages, le barrage du Chartrain (ou barrage de La Tache) et le barrage du Rouchain. Ils sont la réserve en eau potable de tout le bassin roannais. La région est de plus propice à la viticulture.

### Communes limitrophes
| Saint-Rirand | Saint-Haon-le-Vieux Saint-Haon-le-Châtel | Saint-Romain-la-Motte |
| Les Noës     | Renaison                                 | Pouilly-les-Nonains   |
| Arcon        | Saint-André-d'Apchon                     |                       |

### Climat
Pour des articles plus généraux, voir Climat d'Auvergne-Rhône-Alpes et Climat de la Loire.
En 2010, le climat de la commune est de type climat des marges montargnardes, selon une étude du Centre national de la recherche scientifique s'appuyant sur une série de données couvrant la période 1971-2000. En 2020, Météo-France publie une typologie des climats de la France métropolitaine dans laquelle la commune est exposée à un climat de montagne ou de marges de montagne et est dans la région climatique Nord-est du Massif Central, caractérisée par une pluviométrie annuelle de 800 à 1 200 mm, bien répartie dans l’année.
Pour la période 1971-2000, la température annuelle moyenne est de 10,9 °C, avec une amplitude thermique annuelle de 16,3 °C. Le cumul annuel moyen de précipitations est de 866 mm, avec 10,1 jours de précipitations en janvier et 7,7 jours en juillet. Pour la période 1991-2020, la température moyenne annuelle observée sur la station météorologique de Météo-France la plus proche, « Roanne-Riorges_aéro », sur la commune de Saint-Léger-sur-Roanne à 6 km à vol d'oiseau, est de 11,8 °C et le cumul annuel moyen de précipitations est de 668,1 mm,. Pour l'avenir, les paramètres climatiques de la commune estimés pour 2050 selon différents scénarios d'émission de gaz à effet de serre sont consultables sur un site dédié publié par Météo-France en novembre 2022.

## Urbanisme

### Typologie
Au 1er janvier 2024, Renaison est catégorisée bourg rural, selon la nouvelle grille communale de densité à sept niveaux définie par l'Insee en 2022.
Elle appartient à l'unité urbaine de Roanne, une agglomération intra-départementale regroupant 15  communes, dont elle est une commune de la banlieue,,. Par ailleurs la commune fait partie de l'aire d'attraction de Roanne, dont elle est une commune de la couronne,. Cette aire, qui regroupe 88 communes, est catégorisée dans les aires de 50 000 à moins de 200 000 habitants,.

### Occupation des sols
L'occupation des sols de la commune, telle qu'elle ressort de la base de données européenne d’occupation biophysique des sols Corine Land Cover (CLC), est marquée par l'importance des forêts et milieux semi-naturels (42,8 % en 2018), une proportion identique à celle de 1990 (42,8 %). La répartition détaillée en 2018 est la suivante : 
forêts (42,8 %), prairies (24,9 %), zones agricoles hétérogènes (15,8 %), zones urbanisées (14,4 %), eaux continentales (2 %). L'évolution de l’occupation des sols de la commune et de ses infrastructures peut être observée sur les différentes représentations cartographiques du territoire : la carte de Cassini (XVIIIe siècle), la carte d'état-major (1820-1866) et les cartes ou photos aériennes de l'IGN pour la période actuelle (1950 à aujourd'hui).

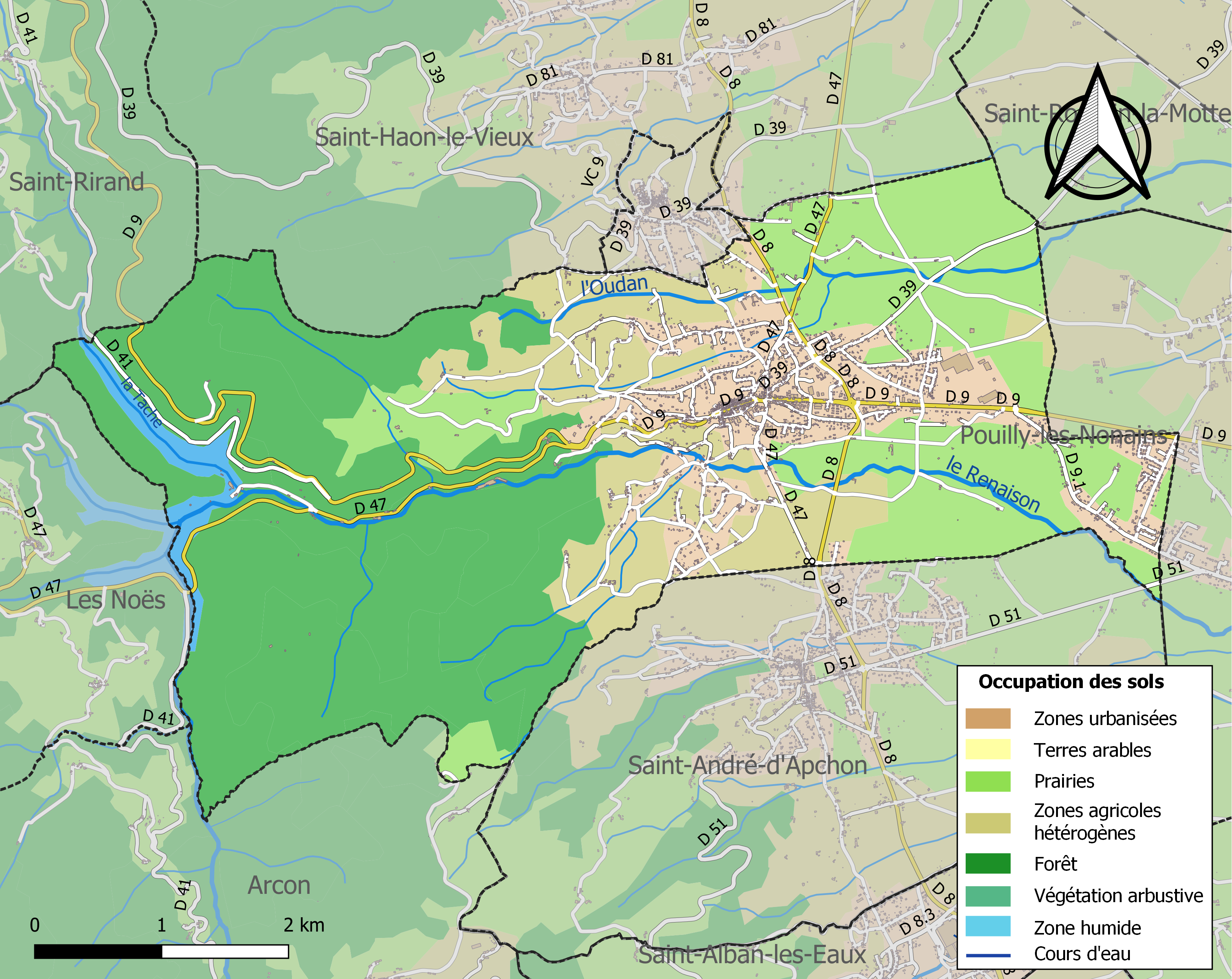
Carte des infrastructures et de l'occupation des sols de la commune en 2018 (CLC).

## Histoire
La région semble habitée depuis les temps les plus anciens. Des silex bien taillés ont été retrouvés à la Panetière, une pierre levée à Peuil. Des vestiges datant de l'époque romaine ont été retrouvés, ce sont des substructions qui ont été découvertes au lieu-dit La Croix-Dieu. Enfin, l'origine de la paroisse remonte à la période chrétienne.
Avant 1294, des difficultés règnent entre les co-seigneurs du pays, les comtes du Forez et le prieur d'Ambierle. Ces difficultés sont réglées par une convention datant de cette même année. Elle règle en particulier les droits de justice. À cette même période, il semblerait que les croisés rentrant de Palestine ramènent des noms pour les lieux-dits de Renaison (Judée, Montlivet). Des murailles pour la protection du château et du bourg sont construites au début du XIVe siècle. Au XVe siècle, le grand argentier du roi Charles VII, Jacques Cœur, possède la partie orientale de Renaison. La ville fut pillée par les calvinistes en 1576, en 1591 et en 1592-1593. Une épidémie de peste a lieu pendant les années 1629-1630. Les passages de soldats qui « vivaient de vols et de rapines » suscitèrent une émeute en 1691.
Lors de la Révolution française, la co-seigneurie prend fin. Saint-Haon-le-Châtel devient chef-lieu de canton à la place de Renaison ce qui entraîne des difficultés financières et administratives. Au début du XIXe siècle, le calme revient. Cela permet à Renaison d'être prospère tout au long du siècle grâce au vignoble, aux moulins sur la rivière, aux commerces, à l'artisanat et à la bourgeoisie. Vers la fin du siècle, une épidémie de phylloxéra détruit la quasi-totalité du vignoble.
En 1888, la ville de Roanne fait construire le barrage de La Tache, beau barrage poids. Il sera terminé en 1891. L'église de Renaison, l'église Saint-Pierre est construite en 1896. Pendant le XXe siècle, le vignoble se reconstruit et l'industrie du biscuit se développe. Renaison devient la commune principale de la côte roannaise. On construit la mairie et le clocher de l'église en 1909. Cette même année naît le Tacot, chemin de fer allant de Roanne à Ambierle, et desservant toute la côte roannaise.
La Première Guerre mondiale fait 69 tués et 17 disparus sur les 423 Renaisonnais mobilisés. La Seconde Guerre mondiale fait elle 15 tués et 3 disparus sur les 190 Renaisonnais mobilisés. Les soldats allemands incendient plusieurs immeubles le 10 août 1944 en guise de représailles car la résistance est bien installée à Renaison. 28 jeunes Renaisonnais sont déportés. Louis Chambonnière, facteur, fut fusillé trois jours plus tard à Chalon-sur-Saône par les Allemands.
Pour ces faits, la commune reçoit la Croix de guerre 1939-1945 avec l'étoile de bronze.
En 1969, la ville est jumelée avec Gruyères (Suisse). Un deuxième barrage est construit entre 1970 et 1975, c'est le barrage du Rouchain, un barrage-poids. En 1976, une école maternelle est construite, suivie de peu par un collège en 1978. Il sera agrandi en 1983 et 2006. Un deuxième jumelage est signé en 1992 avec Pagouda (Togo). Le 14 février 1994, l'ensemble du vignoble de la Côte Roannaise obtient l'AOC (appellation d'origine contrôlée). En 1998, la mairie est agrandie et les travaux de réaménagement urbain commencent. En 2003, Renaison entre dans la communauté de communes de l'Ouest roannais. Celle-ci s'est intégrée le 1er janvier 2013 à la communauté d'agglomération Roannais Agglomération.

## Politique et administration

### Tendances politiques et résultats
Le site du ministère de l'Intérieur mentionne Michel Gay en tête de la liste « Avançons pour Renaison » ; le maire sortant Jacques Thirouin se retrouve en 5e position.
Le maire sortant, Jacques Thirouin, a été réélu seul représentant sur la liste de Michel Gay aux élections municipales de 2014. Le taux de participation s'élève à 53,95 % (1 297 votants sur 2 404 inscrits).

### Administration municipale
Le nombre d'habitants au dernier recensement étant compris entre 2 500 et 3 499, le nombre de membres du conseil municipal est de 23.
Le conseil municipal est composé de six adjoints et de seize conseillers municipaux. Michel Gay, tête de liste, est élu 1er adjoint.

### Liste des maires
| Période                                  | Période  | Identité           | Étiquette | Qualité                                                                        |
| ---------------------------------------- | -------- | ------------------ | --------- | ------------------------------------------------------------------------------ |
| Les données manquantes sont à compléter. |          |                    |           |                                                                                |
| 1884                                     | 1886     | François Roudillon |           |                                                                                |
| 1886                                     | 1891     | Pierre Rajot       |           |                                                                                |
| 1891                                     | 1904     | Ludovic Sardaine   |           |                                                                                |
| 1904                                     | 1919     | Gilbert Barathon   | Radical   | Propriétaire Conseiller général du canton de Saint-Haon-le-Châtel (1910-1919)  |
| 1919                                     | 1929     | Stéphane Bertaud   |           |                                                                                |
| 1929                                     | 1935     | Joannès Forge      |           |                                                                                |
| 1935                                     | 1944     | Stéphane Bertaud   |           |                                                                                |
| 1944                                     | 1961     | Victor Bonne       | RGR       | Conseiller général du canton de Saint-Haon-le-Châtel (1949-1961)               |
| 1961                                     | 1965     | Antoine Bouchery   |           |                                                                                |
| 1965                                     | 1971     | Joannès Duivon     |           |                                                                                |
| 1971                                     | 1989     | Robert Barathon    | RPR       | Horticulteur, Conseiller général du canton de Saint-Haon-le-Châtel (1985-1998) |
| 1989                                     | 1995     | Henri Bertaud      | DVD       | Comptable                                                                      |
| 1995                                     | 2008     | Jean-Claude Saby   | UDF       | Cadre comptable                                                                |
| 2008                                     | 2020     | Jacques Thirouin,  | SE        | Agent EDF                                                                      |
| 2020                                     | En cours | Laurent Beluze     | DVC       | Agent de maîtrise                                                              |

### Jumelages
- Gruyères (Suisse) depuis le 28 juin 1969.
- Pagouda (Togo) depuis juin 1994.

## Population et société

### Démographie
L'évolution du nombre d'habitants est connue à travers les recensements de la population effectués dans la commune depuis 1793. Pour les communes de moins de 10 000 habitants, une enquête de recensement portant sur toute la population est réalisée tous les cinq ans, les populations de référence des années intermédiaires étant quant à elles estimées par interpolation ou extrapolation. Pour la commune, le premier recensement exhaustif entrant dans le cadre du nouveau dispositif a été réalisé en 2004.

En 2022, la commune comptait 3 220 habitants, en évolution de +3,64 % par rapport à 2016 (Loire : +1,32 %, France hors Mayotte : +2,11 %).
| 1793  | 1800  | 1806  | 1821  | 1831  | 1836  | 1841  | 1846  | 1851  |
| ----- | ----- | ----- | ----- | ----- | ----- | ----- | ----- | ----- |
| 1 700 | 1 750 | 1 528 | 1 909 | 1 974 | 1 977 | 1 913 | 1 913 | 1 818 |

| 1856  | 1861  | 1866  | 1872  | 1876  | 1881  | 1886  | 1891  | 1896  |
| ----- | ----- | ----- | ----- | ----- | ----- | ----- | ----- | ----- |
| 1 866 | 1 843 | 1 988 | 1 997 | 2 142 | 2 202 | 2 329 | 2 825 | 2 435 |

| 1901  | 1906  | 1911  | 1921  | 1926  | 1931  | 1936  | 1946  | 1954  |
| ----- | ----- | ----- | ----- | ----- | ----- | ----- | ----- | ----- |
| 2 432 | 2 342 | 2 093 | 1 801 | 1 803 | 1 889 | 1 885 | 1 881 | 1 895 |

| 1962  | 1968  | 1975  | 1982  | 1990  | 1999  | 2004  | 2006  | 2009  |
| ----- | ----- | ----- | ----- | ----- | ----- | ----- | ----- | ----- |
| 1 713 | 1 780 | 1 918 | 2 251 | 2 563 | 2 653 | 2 798 | 2 834 | 2 818 |

| 2014  | 2019  | 2022  | - | - | - | - | - | - |
| ----- | ----- | ----- | - | - | - | - | - | - |
| 3 029 | 3 198 | 3 220 | - | - | - | - | - | - |

### Enseignement
Le collège de la Côte roannaise accueille des élèves venant principalement des villages voisins (Renaison, Saint-Romain-la-Motte, Saint-Haon-le-Vieux, Saint-Haon-le-Châtel, Les Noës, Saint-Germain-Lespinasse, Saint-André-d'Apchon, Saint-Alban-les-Eaux…).

### Manifestations culturelles et festivités
Fête patronale : elle est organisée chaque année, autour du dernier week-end du mois de juin, en coordination avec la Fête de la Musique.
Fête commerciale : elle se tient autour du premier week-end de décembre.

## Économie
L'entreprise « Délices du Palais » détruite par un incendie le 30 juillet 2007, est reconstruite sur la zone de Grange Vignat et inaugurée le 6 février 2009 par Hervé Novelli, secrétaire d'État chargé du commerce, de l'artisanat, des PME, du tourisme et des services. L'entreprise d'agroalimentaire emploie 120 salariés.

## Culture locale et patrimoine

### Lieux et monuments
- Église Saint-Pierre :

Construite en 1896, son clocher est construit en 1910. C'est une église néo-romane avec une nef à contreforts, un transept, une abside à quatre absidioles ainsi qu'un haut clocher en façade. De plus, un orgue est présent dans l'église. Il a été cédé en 1981 par la chapelle de l'œuvre de Saint-Nicolas (Paris) à l'association Saint-Roch de Renaison. Il a été classé monument historique le 12 novembre 1991.

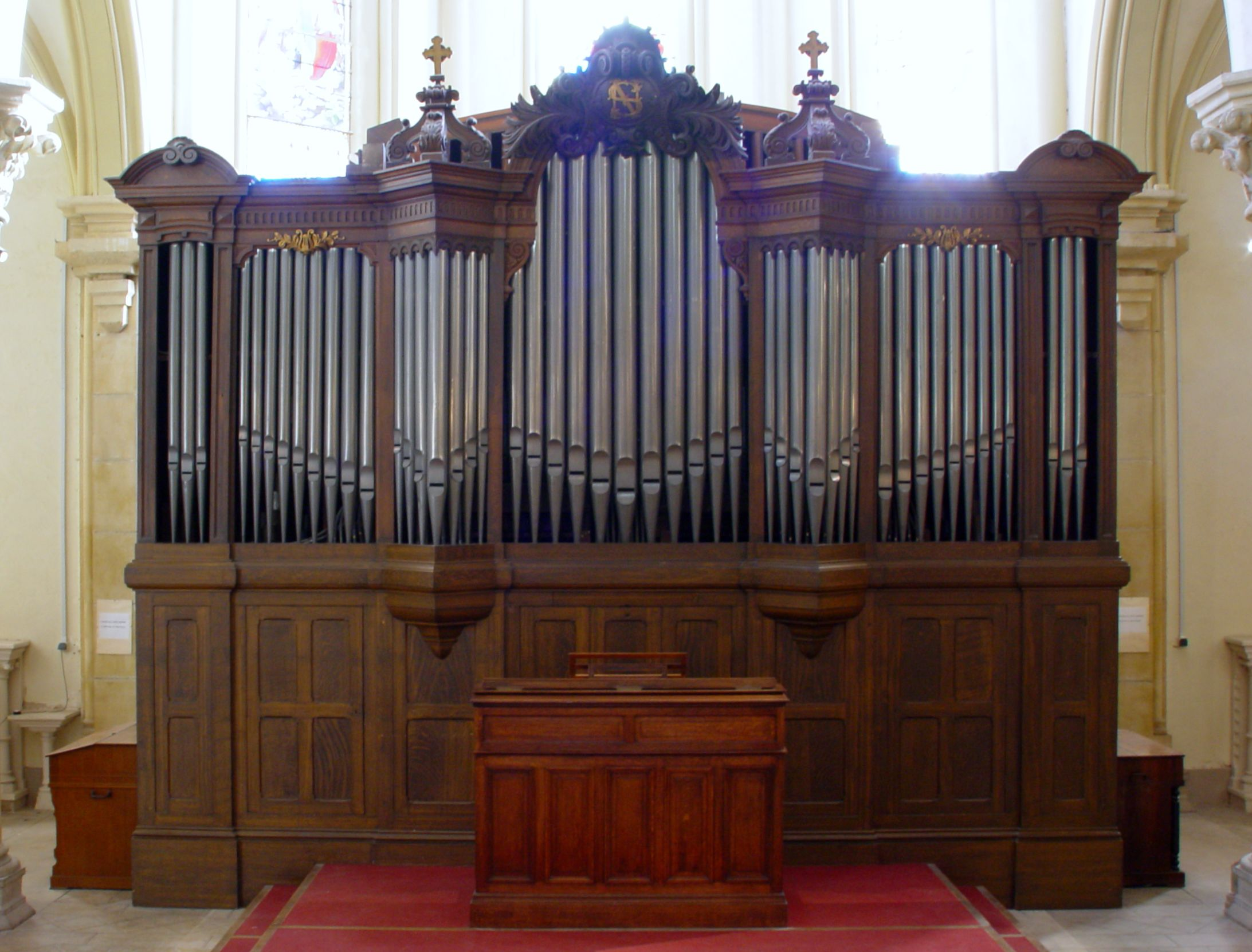
Orgue historique.
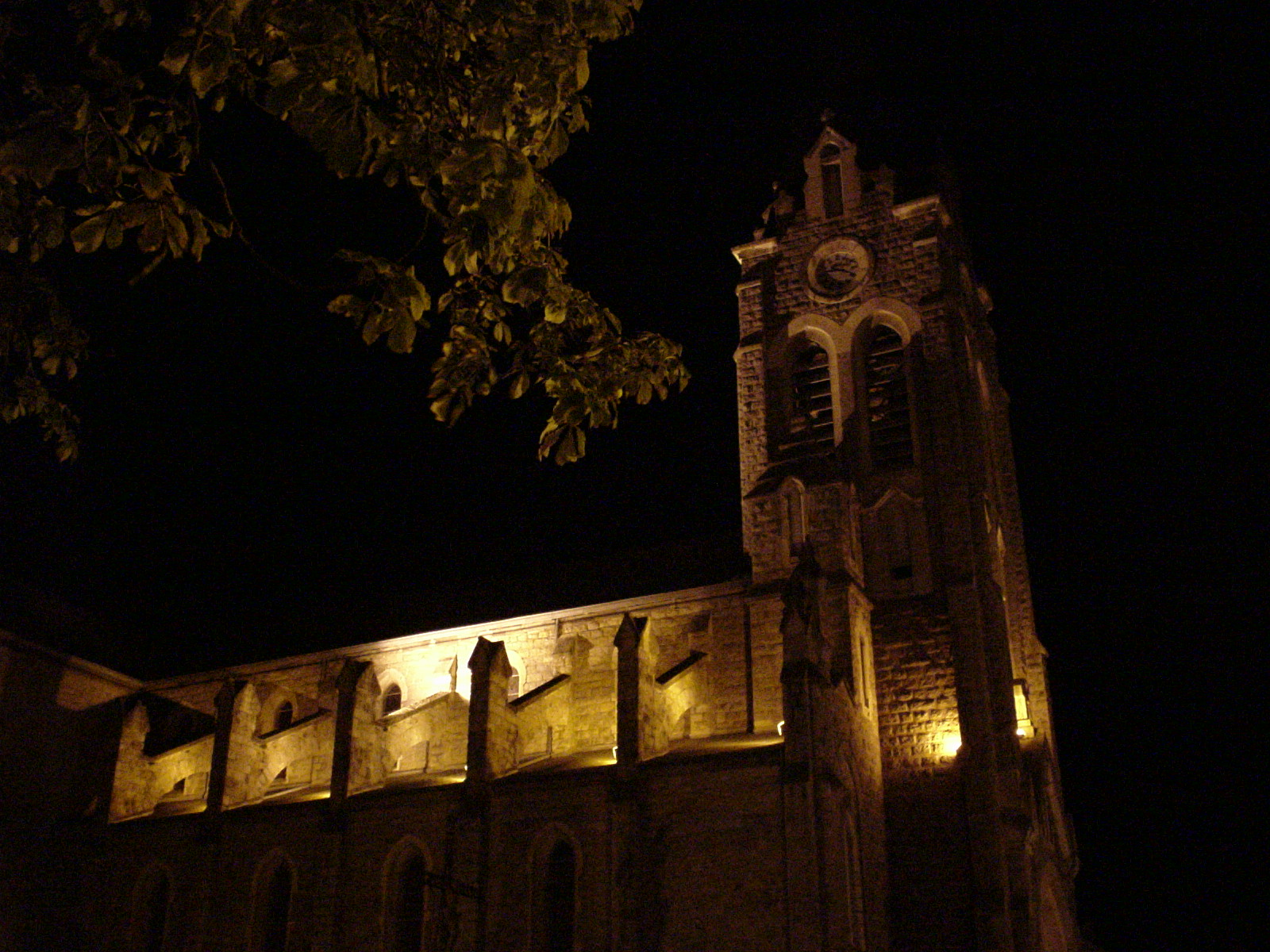
Église de nuit.

- Chapelle Saint-Roch :

Construite en 1869 par l'architecte M. Chatard, elle fut remise au culte de la paroisse à la fin de sa construction en 1872.

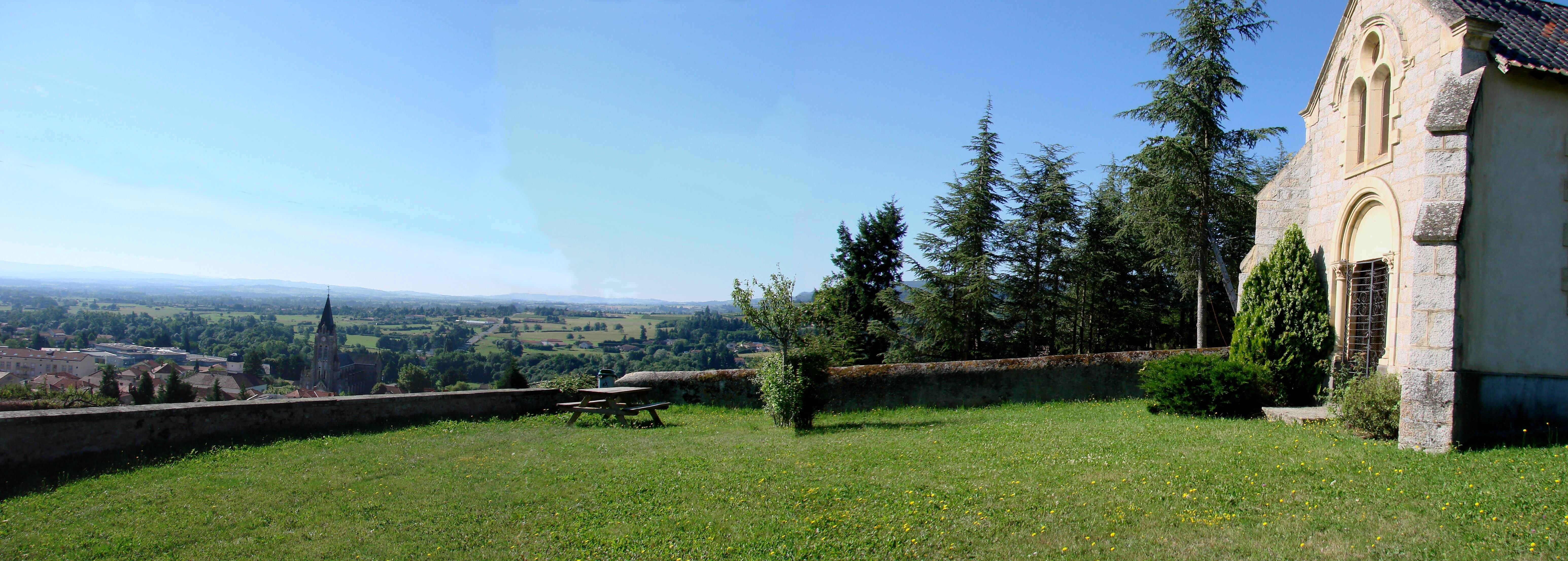
L'esplanade de la chapelle Saint-Roch.
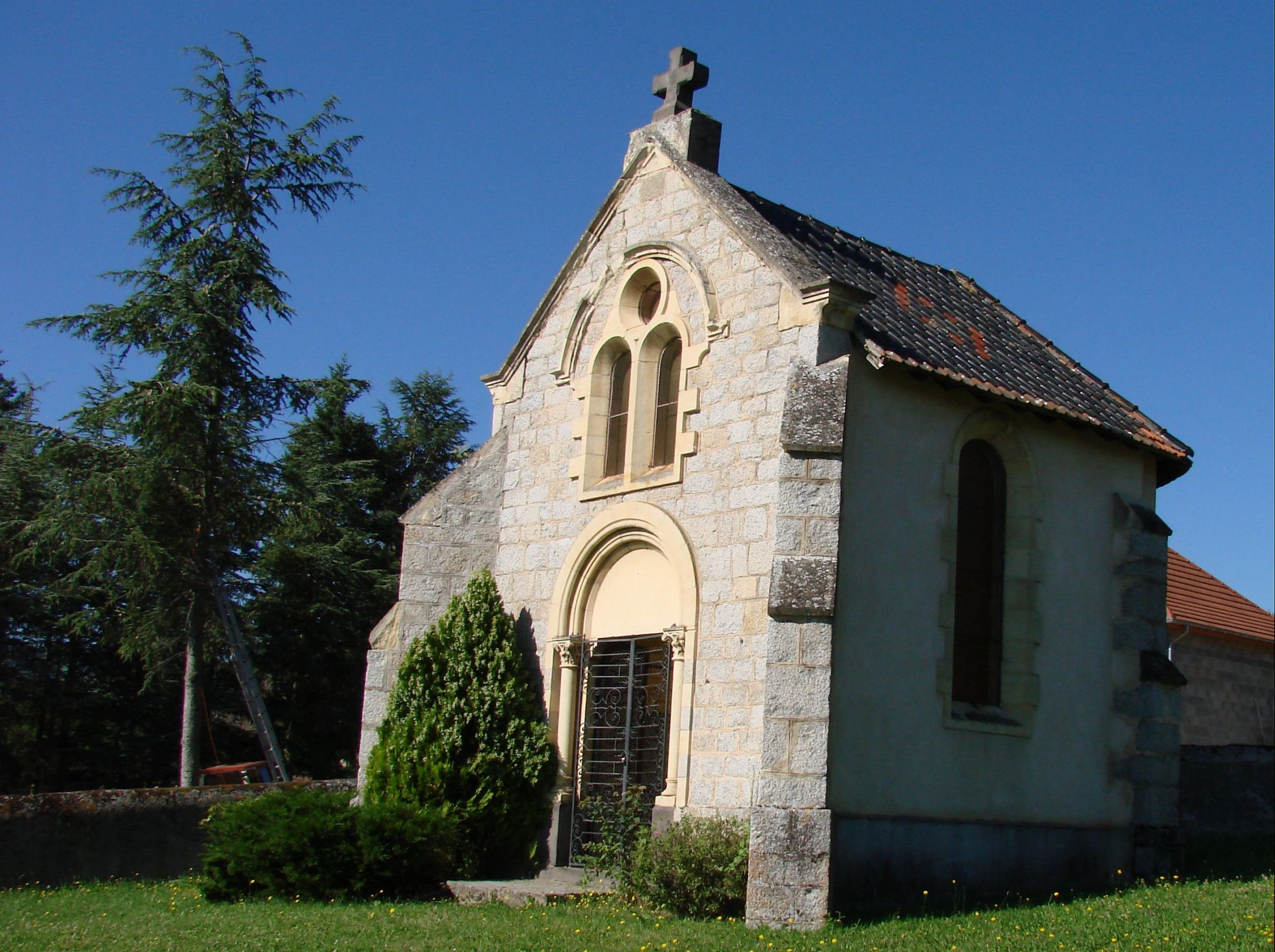
Chapelle Saint-Roch.

- Château de Beaucresson :

C'est une propriété privée. Il se trouve au lieu-dit portant son nom sur la route de Saint-Germain-Lespinasse et remonte au XVe siècle. Il possède une situation particulière car il se trouve à cheval sur les communes de Renaison et de Saint-Haon-le-Vieux. Ancien château fortifié entouré de larges fossés dont chacun des angles étaient marqué d'une tour. Une seule d'entre elles est encore debout aujourd'hui.
- Château de la Bernarde :

C'est un domaine privé. Il est ouvert au public lors de la journée du patrimoine tous les deux ans ainsi que pour certaines occasions. Sa construction date de 1720-1750. Il est partiellement classé en tant que monument historique depuis le 16 mai 1979.
- Château de Taron :

Il date du XVIIe siècle. C'est un château avec cour, jardins dessinés, pont-levis et terrasse. Il est aujourd'hui un institut médico-éducatif.

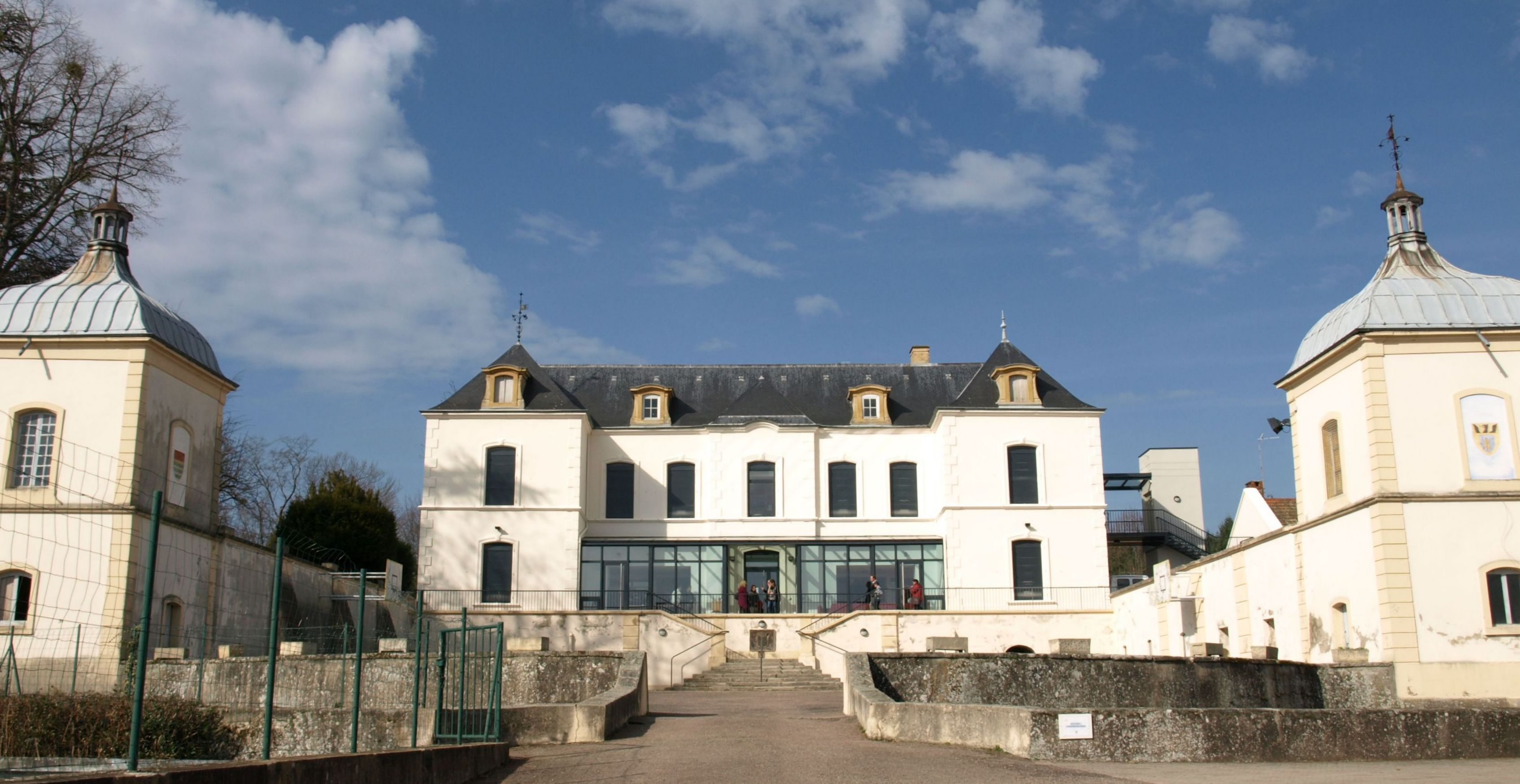
Le château de Taron.

- Barrage du Chartrain (ou barrage de La Tache) :

Un barrage poids arqué maçonné construit de 1888 à 1891, est un bel ouvrage d'art en pierre de taille. Mis en eau en 1892, il semblerait que ce barrage soit l'un des plus anciens barrages poids arqués maçonnés de France, avec ceux, légèrement antérieurs, du Gouffre d'Enfer et du Pas-du-Riot, sur le Furan, au sud du même département de la Loire.
- Barrage du Rouchain :

Barrage-poids édifié en 1976. Il est séparé du barrage du Chartrain par une crête rocheuse.
- Le Douglas Président :

Ce pin Douglas a été planté en 1892 lors de la construction du barrage du Chartrain. Reconnu arbre remarquable en 2021, il mesure environ 67m pour 4m de circonférence en 2021 et c'est l'arbre le plus haut de France et le douglas le plus élevé d'Europe.

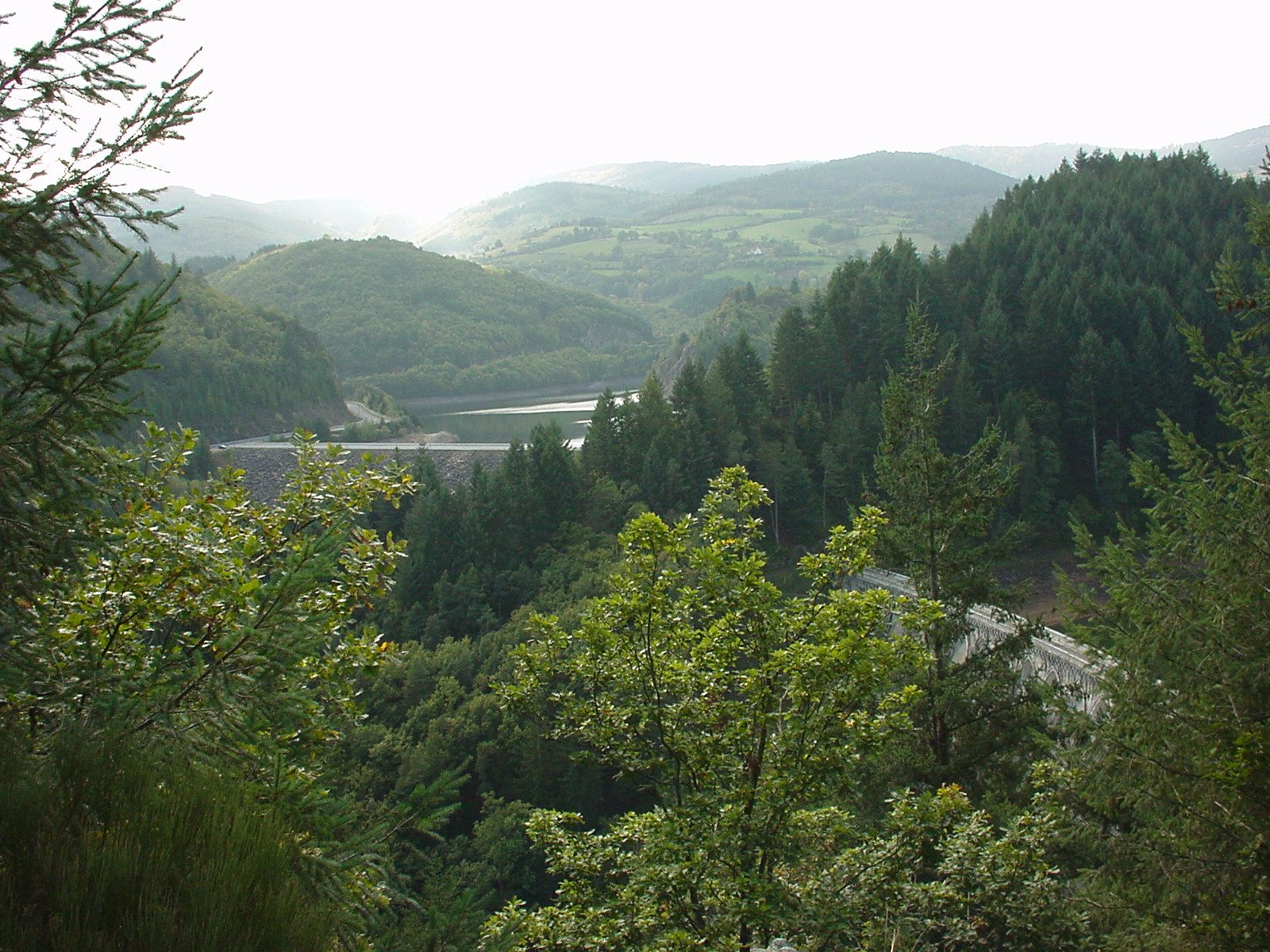
Les deux barrages.
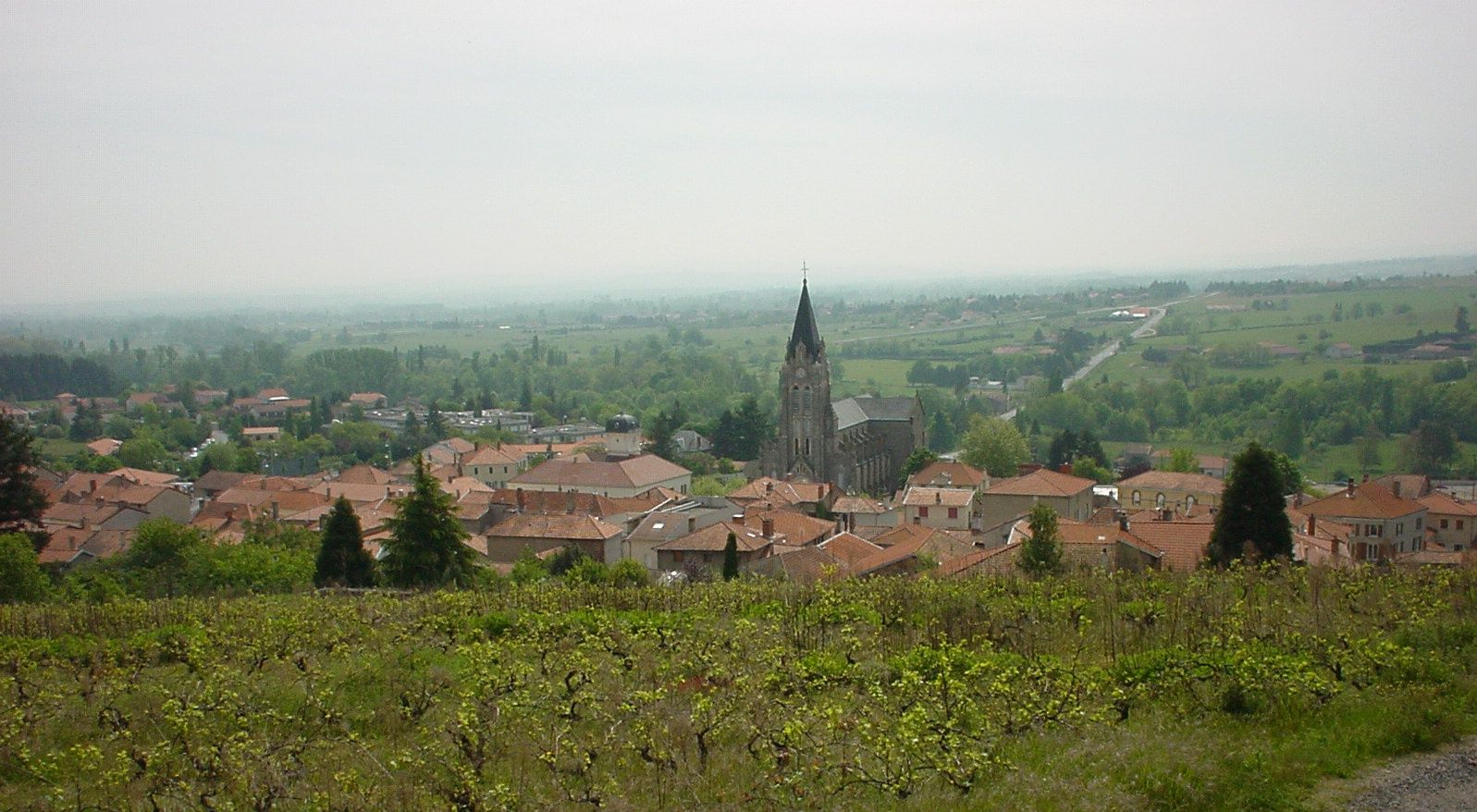
Le village vu des vignes.

### Espaces verts et fleurissement
En 2014, la commune de Renaison bénéficie du label « ville fleurie » avec « une fleur » attribuée par le Conseil national des villes et villages fleuris de France au concours des villes et villages fleuris.

### Personnalités liées à la commune
- Louis de Lyvron (°1835- † 1894), écrivain français.
- Jean-Marie Goutaudier (° 1894 - † 1949), croix de guerre avec deux palmes et une étoile puis fait chevalier de la Légion d'honneur par le président de la République Raymond Poincaré pour hauts faits d'armes pendant la Première Guerre mondiale.
- Michel Feugère, (° 1967) trompettiste français.

### Héraldique
| Blason | Blasonnement : Parti : au premier d’or aux trois jumelles de sable, au second aussi d’or aux trois fasces ondées de sinople, au chef de gueules ; sur le tout de gueules au dauphin d’or. |